# بانسر (فیلم)
لوکاس (به فرانسوی: Lukas) (که در ایالات متحده با عنوان بانسر شناخته می‌شود) یک فیلم اکشن و دلهره‌آور فرانسوی-بلژیکی محصول سال ۲۰۱۸ با بازی ژان کلود ون دام به کارگردانی ژولین لکلرک است.

## زمینه
یک فیلم نوآر، بی‌نشاط و خشن. قهرمان داستان خودش یک ضدقهرمان است که در طول زندگی برای پرورش دختر هشت ساله‌اش تلاش می‌کند و در کلوپ‌های شبانه به عنوان یک بانسر برای تامین درآمد خود کار می‌کند. هنگامی که او درگیر دعوا می‌شود، در نهایت با زندان مواجه می‌شود و دخترش را به خاطر خدمات اجتماعی از دست می‌دهد. سپس پلیس از او می‌خواهد که از یک سازمان جنایتکار جاسوسی کند. در عوض مشکلاتش را با عدالت پاک می‌کند.

## خلاصه داستان
داستان این فیلم درباره یک مرد ۵۰ ساله به نام لوکاس (ژان کلود ون دام) است که به عنوان یک محافظ (بانسر) در یک کلوپ شبانه مشغول به کار است لوکاس یک دختر ۸ ساله دارد و در عین حال از لحاظ روحی و همچنین جسمی تحت فشار قرار دارد، و در این شرایط تلاش می‌کند که‌ از دخترش مراقبت کند و او را بزرگ کند ولی با مرگ ناگهانی یکی از مشتریان کلوپ توسط لوکاس مسیر زندگی او تغیر می‌کند.

## بازیگران
- ژان کلود ون دام درنقش لوکاس
- اِسوِوا آلویتی  درنقش لیزا
- سامی بواجیله
- کاریس  درنقش عمر
- کوین جانسن درنقش گیرت
- سام لوویک درنقش ژان
- آلیس ورت درنقش سارا

## تولید
فیلمبرداری در نامور، بلژیک، انجام شد. فیلمبرداری در مارس ۲۰۱۸ به پایان رسید.  در این فیلم ژان کلود ون دام کاملا به زبان فرانسوی صحبت می‌کند.